# Veronika Oberhuber
Veronika Oberhuber (ur. 1 lutego 1967 w St. Lorenzen) – włoska saneczkarka, mistrzyni świata.
Pierwszy sukces odniosła w 1986 zdobywając brąz mistrzostw świata juniorów. Na igrzyskach startowała dwukrotnie zajmując 11 i 13. miejsce. Na mistrzostwach świata wywalczyła jeden medal. W 1989 odniosła największy sukces w karierze zostając pierwszą mistrzynią świata w drużynie.

## Osiągnięcia

### Saneczkarstwo na zimowych igrzyskach olimpijskich
| Rok  | Miejsce  | Jedynki |
| ---- | -------- | ------- |
| 1984 | Sarajewo | 11.     |
| 1988 | Calgary  | 13.     |